# Jimmy Tigges
James ('Jimmy') Tigges (Den Haag, 12 juni 1953) is een Nederlandse publicist en trivia-diskjockey. Hij geldt als een specialist op het gebied van sportliederen en alle mogelijke verschenen versies van de song Summertime uit de opera Porgy and Bess uit 1935.

## Levensloop
Tigges begon zijn loopbaan als aspirant-bouwkundige aan de Technische Hogeschool te Delft, waar hij kennis maakte met medestudent Paul Groenendijk. Onder de noemer naïef-tigisme exposeerde hij pentekeningen.
Zijn journalistieke carrière begon met bijdrages aan De Knikker, het clubblad van de voetbalvereniging HVV Spoorwijk. In 1991 verscheen zijn debuutbundel Blauwe Maandag, een verzameling artikelen over muziek die eerder verschenen in het huisorgaan van de popquiz 'Connecties': Het Bladje.
Samen met Groenendijk publiceerde Tigges in 1994 het boek Summertime - moed gevraagd bij de 834ste versie: een omvangrijke inventarisatie van covers van de Gershwin-klassieker Summertime. Het leverde Tigges en Groenendijk bescheiden bekendheid op onder muziekliefhebbers en promotionele optredens in radio- en televisieprogramma's volgden. Tigges publiceerde vervolgens in bladen als Nieuwe Revu en  Playboy en levert tot op de dag van vandaag regelmatig bijdrages aan regionale kranten en bladen in de omgeving van zijn woonplaats Delft.
Een selectie uit zijn stukken over lokale popgeschiedenis in de Delftsche Courant werd in 2009 gebundeld onder de titel Delftse Toeren - van Tee Set tot VanVelzen; Delftse popgeschiedenis in 90 singles. Al in 2003 inspireerde dezelfde rubriek Eric de Garagekat tot de single Al die bandjes komen en gaan maar Jimmy Tigges kan je van opaan. Een tweede bundel van de in AD Haagsche Courant voortgezette serie verscheen in 2011 onder de titel Van VanVelzen tot Eric de Garagekat. Een vervolgproject hierop was de serie van 27 videoclips over de Delftse muziekhistorie die hij op een eigen YouTube-kanaal presenteerde onder de noemer Delftse Toeren TV.
Van 1996 tot 2004 verzorgde Tigges wekelijks de sportplaatjesrubriek Zet hem op op Radio Rijnmond en tussen 2001 en 2011 maakte hij voor dezelfde zender Jimmy op toeren, een wekelijkse rubriek waarin hij ook aandacht besteedde aan niet-sportgerelateerde vormen van amusementsmuziek.
Met enkele televisie-optredens in de programma's van Mart Smeets liet hij vanaf 2002 een breder publiek kennismaken met hoogtepunten uit zijn verzameling voetbal- en wielrensingles, die hij inmiddels ook inzette voor diverse optredens als diskjockey.
De passie van Tigges en Groenendijk voor zowel muziek als voetbalclub Feyenoord resulteerde, na aandringen van uitgever/muziekliefhebber Vic van de Reijt, in het boek Het Lied van Feyenoord (Nijgh & Van Ditmar, 2001). Een gelijksoortige inventarisatie van op plaat verschenen odes aan het Nederlands voetbalelftal kwam in de aanloop naar het EK voetbal van 2004 op de markt onder de titel Het Lied van Oranje.
Samen met Cor Gout en Harry Zevenbergen vormde hij in 2005 de redactie van het boek Als de kraaien overvliegen - voetbal in Den Haag en Scheveningen.
Op 18 november 2005 deden Tigges en Paul Groenendijk in de Kuip te Rotterdam een gooi naar de titel 'professor Feyenoord'. Nadat zij als duo een zesde plaats op de ranglijst van deze 'ultieme Feyenoord kennis-quiz' hadden bereikt, werd de strijd op individuele basis voortgezet. Tigges eindigde als elfde, maar de (eerste) titel 'professor Feyenoord' ging naar Paul Groenendijk.
Tijdens de Olympische Winterspelen 2006 was Tigges in Turijn aanwezig om voor de NOS-televisie hoogtepunten uit zijn collectie schaatsliederen te laten horen.
Op 23 oktober 2006 presenteerden Tigges en professor Feyenoord in theater Diligentia in Den Haag hun vierde boek: Het lied van Den Haag, met uitgebreide achtergrondverhalen over aan de hofstad gewijde liedjes door de jaren heen. Daar rolde later de rubriek Haagse Plaatjes uit voort die sinds oktober 2013 in de weekkrant Den Haag Centraal wordt gepubliceerd. Eind november 2014 verscheen bij de net opgerichte Nederlandse Sportboeken Club van Tigges' hand Voetbalplaatjes, maar niet van Panini met smeuïge verhalen over 80 aan voetbal gerelateerde liedjes op plaat of cd.